# Styloniscus hirsutus
Styloniscus hirsutus är en kräftdjursart som beskrevs av Green 1971. Styloniscus hirsutus ingår i släktet Styloniscus och familjen Styloniscidae. Inga underarter finns listade i Catalogue of Life.